# Cal Tarragona
Cal Tarragona es considera una casa senyorial del Segle XVI de Castellserà. Es converteix el 2018 com la Casa dels Àngels, gràcies a la mà del Mag Lari. Actualment la casa de Cal Tarragona és oberta al públic. Josep Maria Lari Vilaplana és el recent propietari i nou habitant de Castellserà.

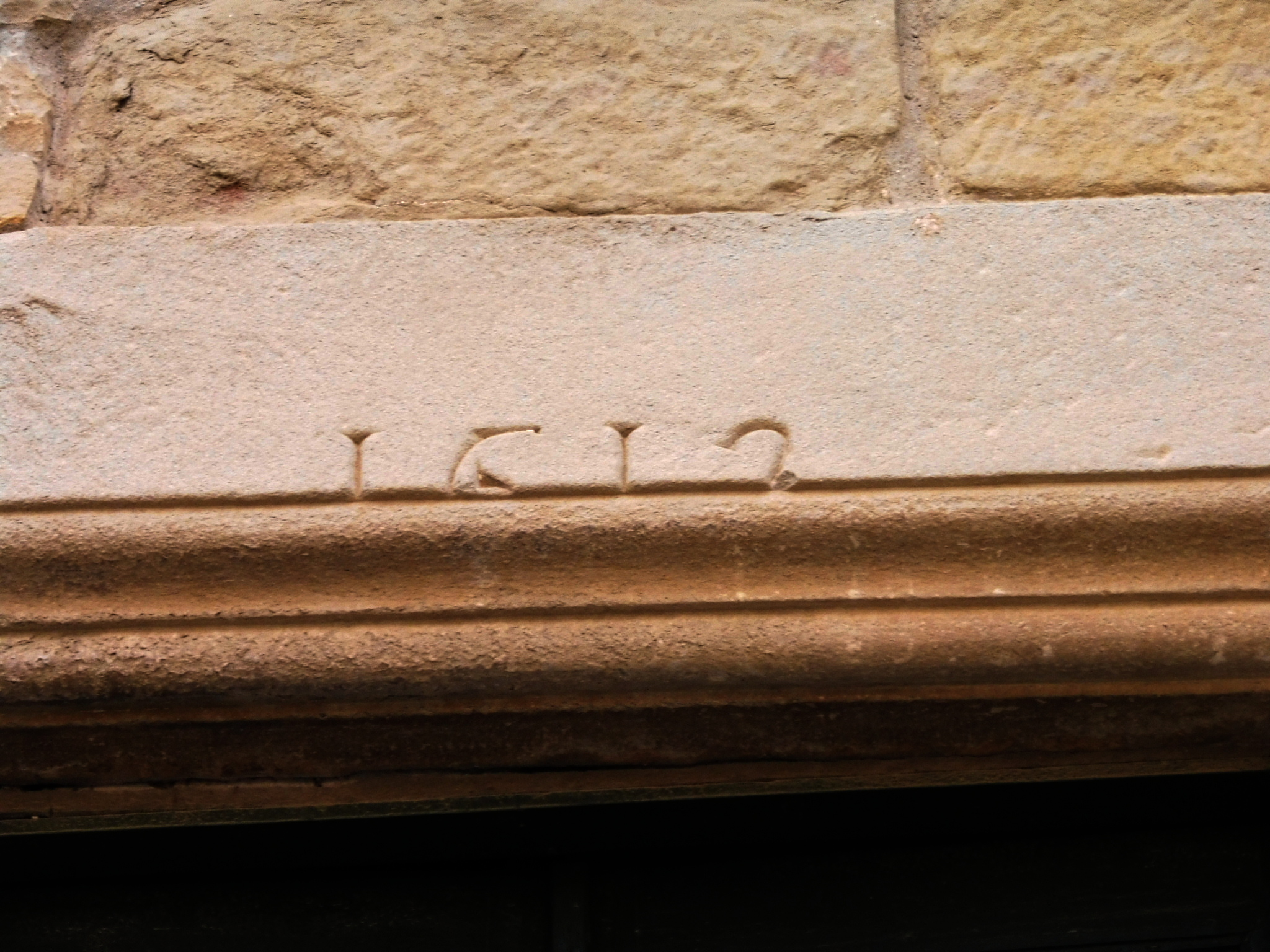
Llinda amb data

Consta de tres plantes: Planta baixa, pis i golfes. A la planta baixa hi ha la presència de dues portes fetes a base de carreus de pedra ben tallada i llindes quadrangulars. La porta principal, la dreta, la llinda és feta a base de pedres allargassades disposades verticalment, flanquejant una de central, la qual és l'escut de la família (és un afegit posterior). L'altra porta, la de l'esquerra hi té una llinda vertical sense cap decoració ni inscripció. Aquestes dues portes s'alternen amb petites finestres de diferents dimensions. Al primer pis, destaca un balcó amb dues portes i quatre finestres allindanades. Finalment, a la planta superior o les golfes s'obre una galeria de dotze arcs de mig punt.

## Història
Cal Tarragona és una casa del segle xvi que es diu així perquè sempre ha estat propietat de la família Tarragona. La família Tarragona ha passat per moltes generacions. La casa a sobreviscut a la guerra civil i la guerra dels segadors. Cal Tarragona la van utilitzar com a polvorí de les terres del Tarragonès durant les guerres.

## Estil arquitèctonic
El carrer del portal Nou, situem la casa Pairal d'estil barroc. És la casa senyorial més antiga del poble. Construïda l'any 1612 si atenem a la data inscrita en una de les llindes de la façana. És un casal de composició típicament renaixentista, amb planta baixa, planta noble i galeria de solana, oberta amb un seguit d'arquets de mig punt. Compta amb una bodega i un pati interior. Va ser reformada l'any 1987. Cal Tarragona està Inclosa en l'inventari del Patrimoni Arquitectònic de Catalunya.

## Personatges significatius de la casa
El 2018, el Mag Lari va adquirir la casa de la família Tarragona per tal de convertir-la en casa seva. A mesura que s'ha familiaritzat amb l'edifici, ha descobert les seves escriptures com la llegenda del Sant Grial, les estances de Pau Casals i la tràgica història de la Francina Redorta, la Bruixa de Menàrguens que va ser condemnada a la força.

### Francina Redorta
Francina Redorta vivía a les golfes de Cal Tarragona, l'octubre de l’any 1616 quan va ser acusada de bruixeria. Vivía sola, era viuda de Miguel Redorta. Així doncs, la van detindre a Menàrguens l'any 1616 i jutjada el 5 d'octubre d'aquest mateix any a la presó del castell de Castellserà.

### Felip V
El primer rei i borbó d’Espanya. Felip V va néixer el 19 de desembre de 1683 a Versalles. De la casa hi ha moltes històries sorprenents. Entre les més rellevants és el fet que hi va passar una nit Felip V i la seva comitiva.

### Pau Casals
Pau Casals va néixer el 1876 en una família del Vendrell. El seu pare era músic i tocava l’orgue de l’església i el piano. Escoltant el so dels dos instruments, va aprendre a estimar la música. Pau Casals hi passava dies a Cal Tarragona perquè era amic d'Enric Tarragona i per això hi té una habitació dedicada que es diu el "salonet Pau Casals" amb una cadira que agradava molt al músic i una de les seves pipes.

### Papa Pius XI
Ambrogio Damiano Achille Ratti va ser papa de l'Església Catòlica entre 1922 i 1939. Papa Pius XI va redactar un document específic per indicar que s'hi podia fer missa a Cal tarragona, ja que hi ha una petita capella. Aquest document avui en dia està penjat a la paret de la casa.

### Transformació
La casa dels àngels és la reconversió d'una casa del segle XVII per Mag Lari.

## Michael Jackson
Wonderland és el nom de l'exposició d'objectes de Michael Jackson que el Mag Lari ha estat recopilant al llarg de tota la seva vida. Seguidor del cantant des que tenia vuit anys. La seva premissa ha estat la de mostrar objectes que van formar part de la vida del cantant, radicalment diferents entre ells i poc habituals de veure. S'exposen 300 d'un total de 1.000 que té el mag i destaquen elements com cabells del cantant nord americà, discs d'or, o peces de vestuari i fins i tot el seu famós guant d'Swarovskis.